# Ceramica di Mileto

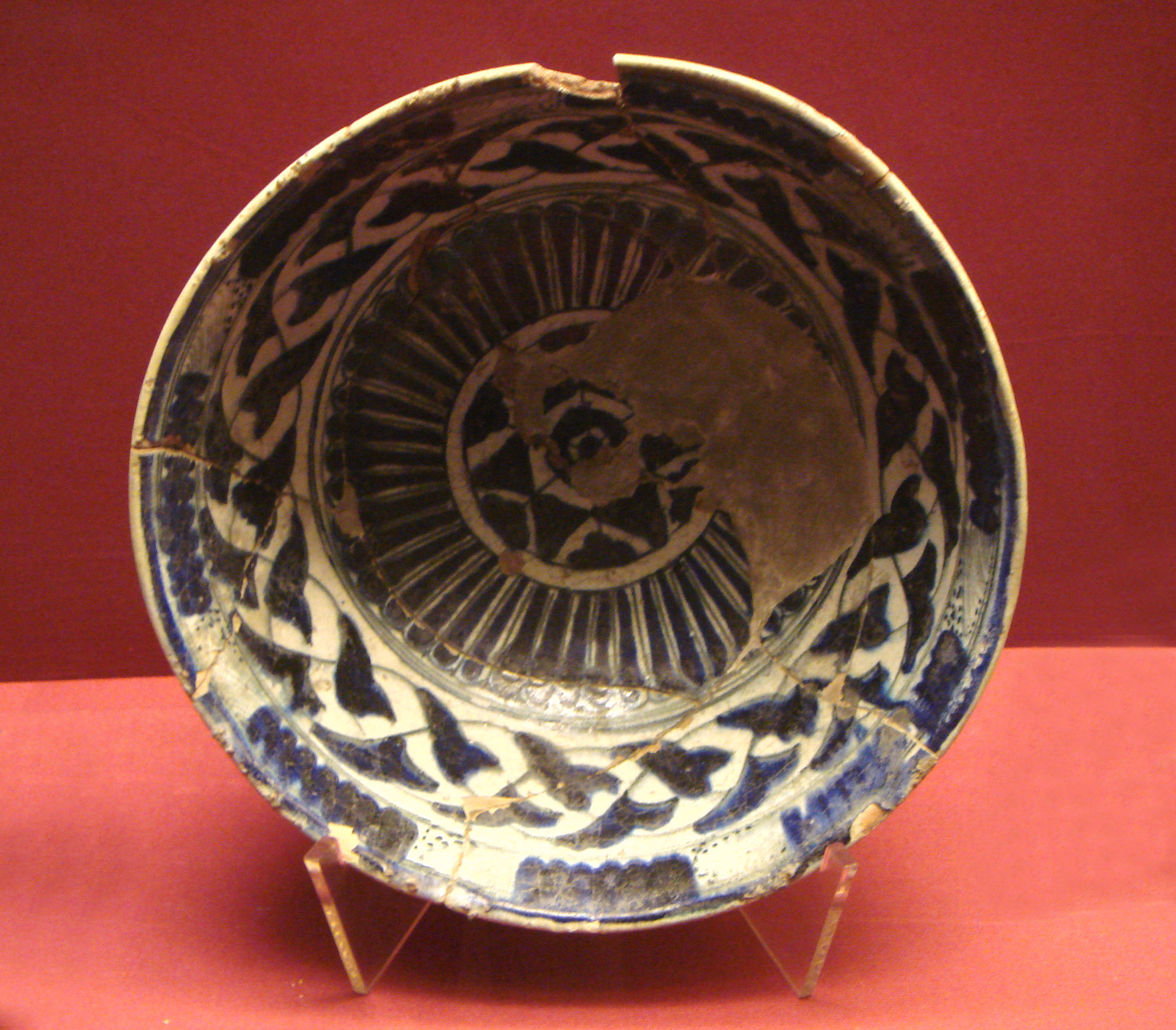
Ceramica di Iznik, "Miletus", XIV-XV secolo. Musei archeologici di Istanbul.

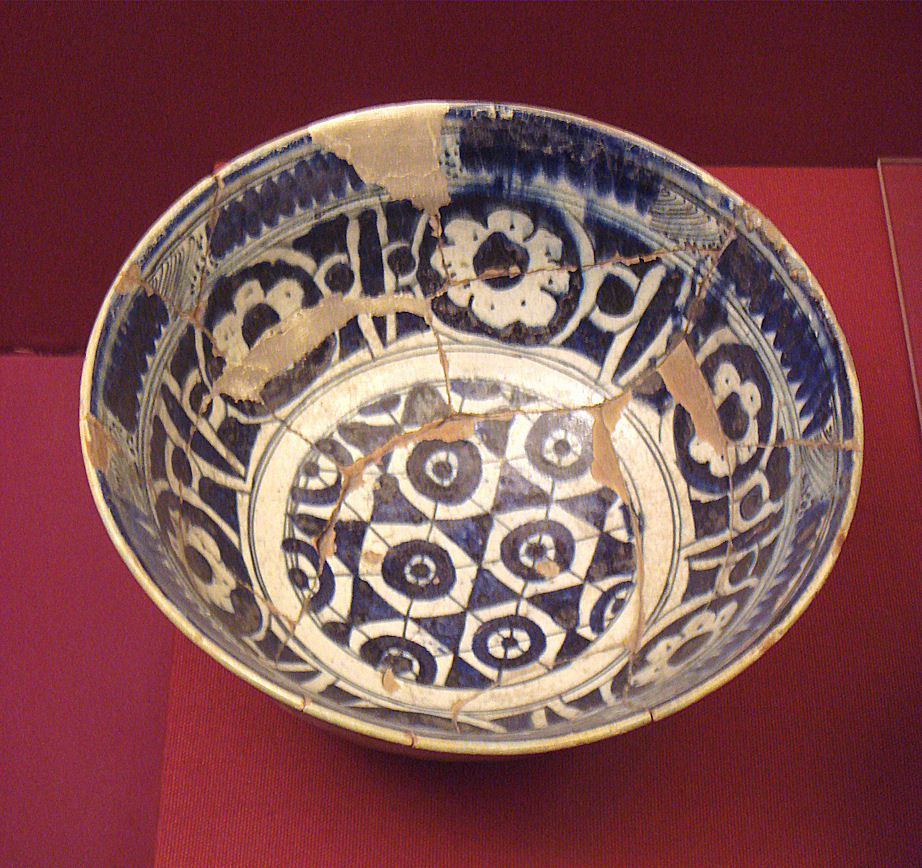
Ceramica di Iznik, "Miletus", XV secolo. Musei archeologici di Istanbul

La ceramica detta Miletus venne prodotta in diversi centri in Anatolia fra il XIV e la metà del XV secolo.Questo tipo di ceramica venne scoperto per la prima volta, durante scavi archeologici, negli anni 1930 da Friedrich Sarre a Mileto, da cui presero il nome. Questa ceramiche non venne prodotta a Mileto, ma a İznik e Kütahya.
La ceramica Miletus era fabbricata con argilla rossa come base, da un sottile rivestimento ceramico bianco, con disegni semplici in blu, turchese e porpora. I disegni presentavano spezzo raggi solari e vegetali.
La ceramica tipo Miletus venne sostituita, nei primi anni del XV secolo, dalla ceramica di İznik, con l'introduzione di corpi bianchi al posto delle argille rosse. Tuttavia, vi è una certa continuità nei colori utilizzati per la decorazione.

## Galleria d'immagini

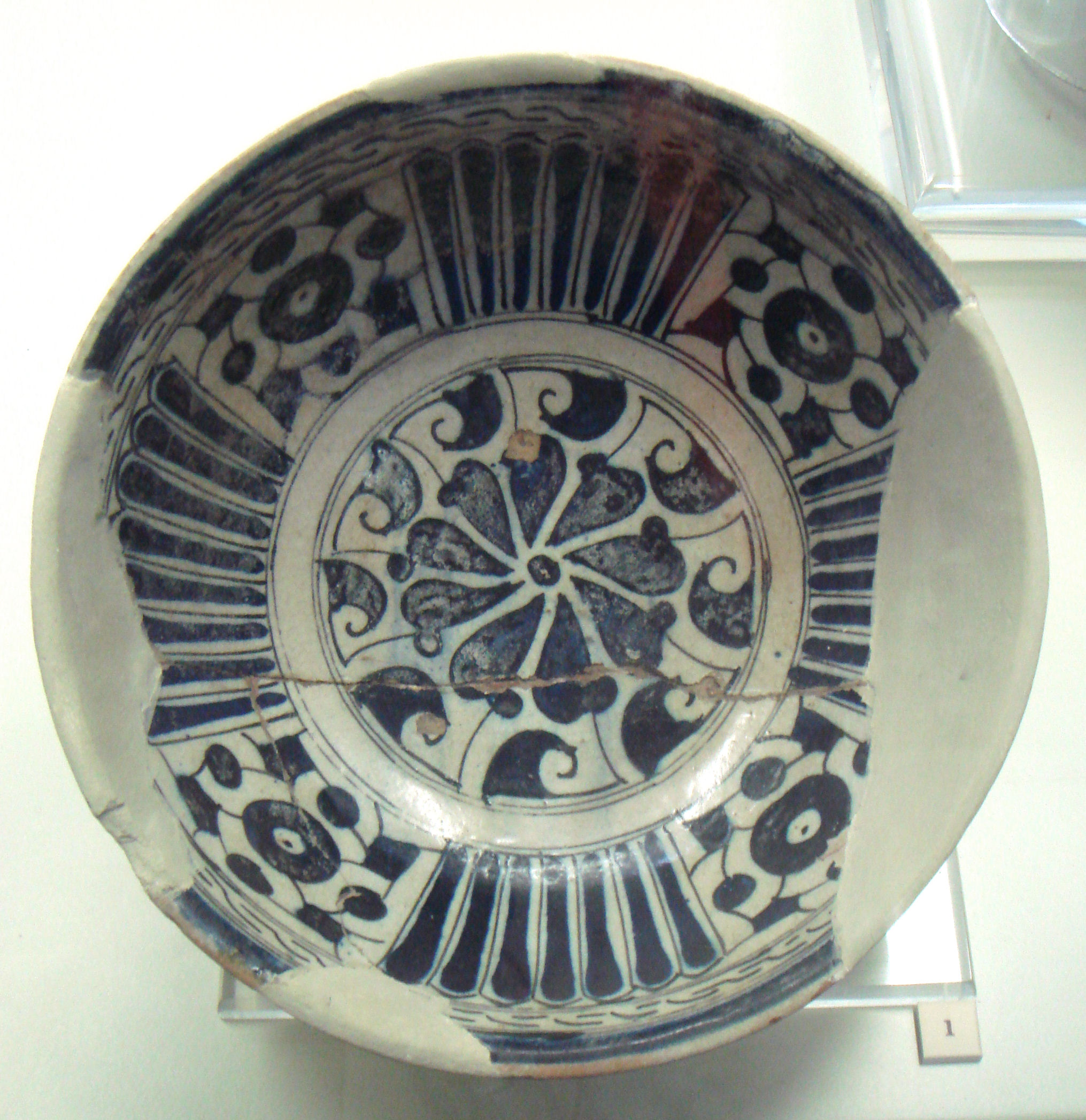
Blue and white Miletus ware. Musei archeologici di Istanbul.
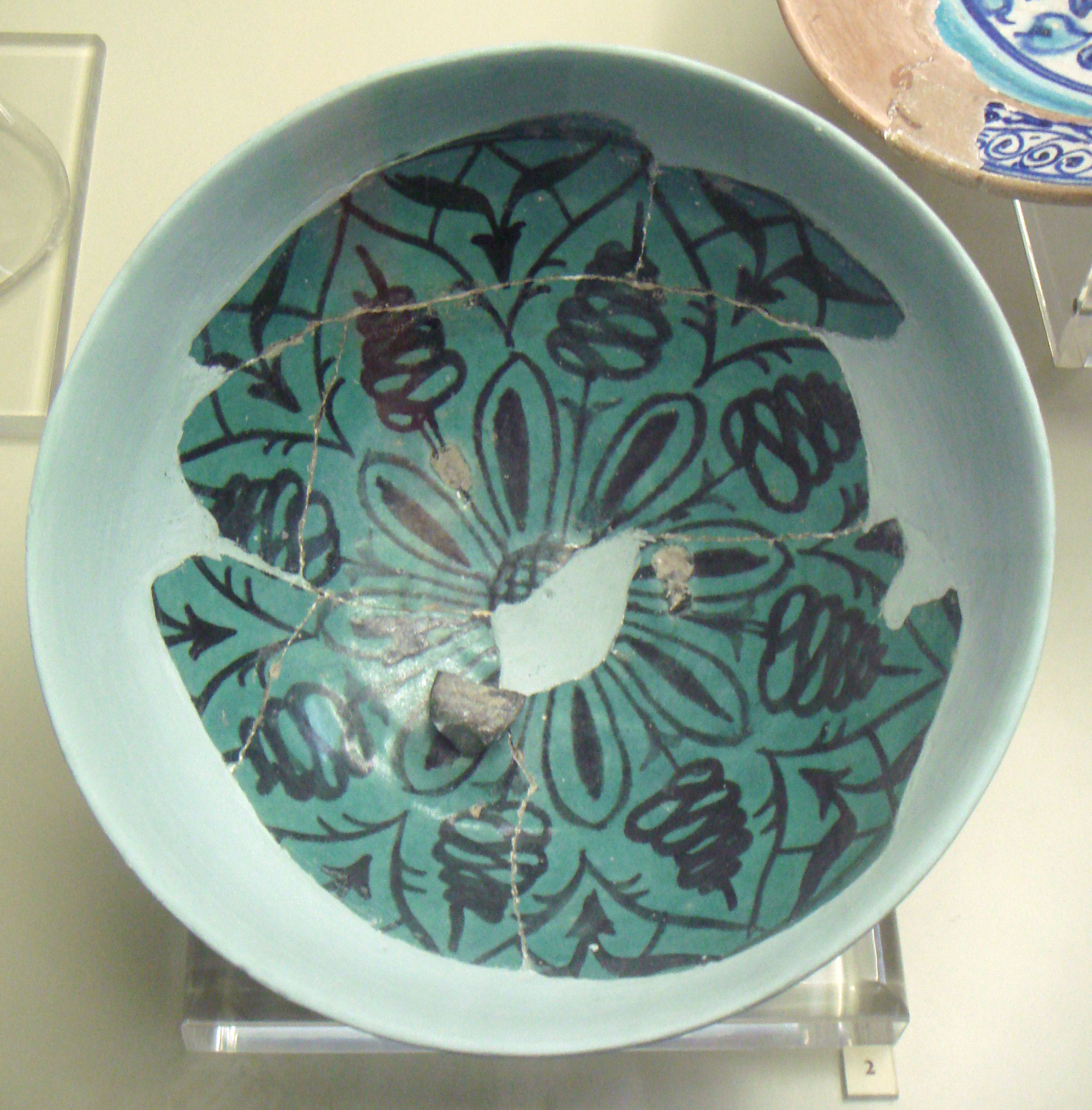
Green Miletus ware. Musei archeologici di Istanbul.
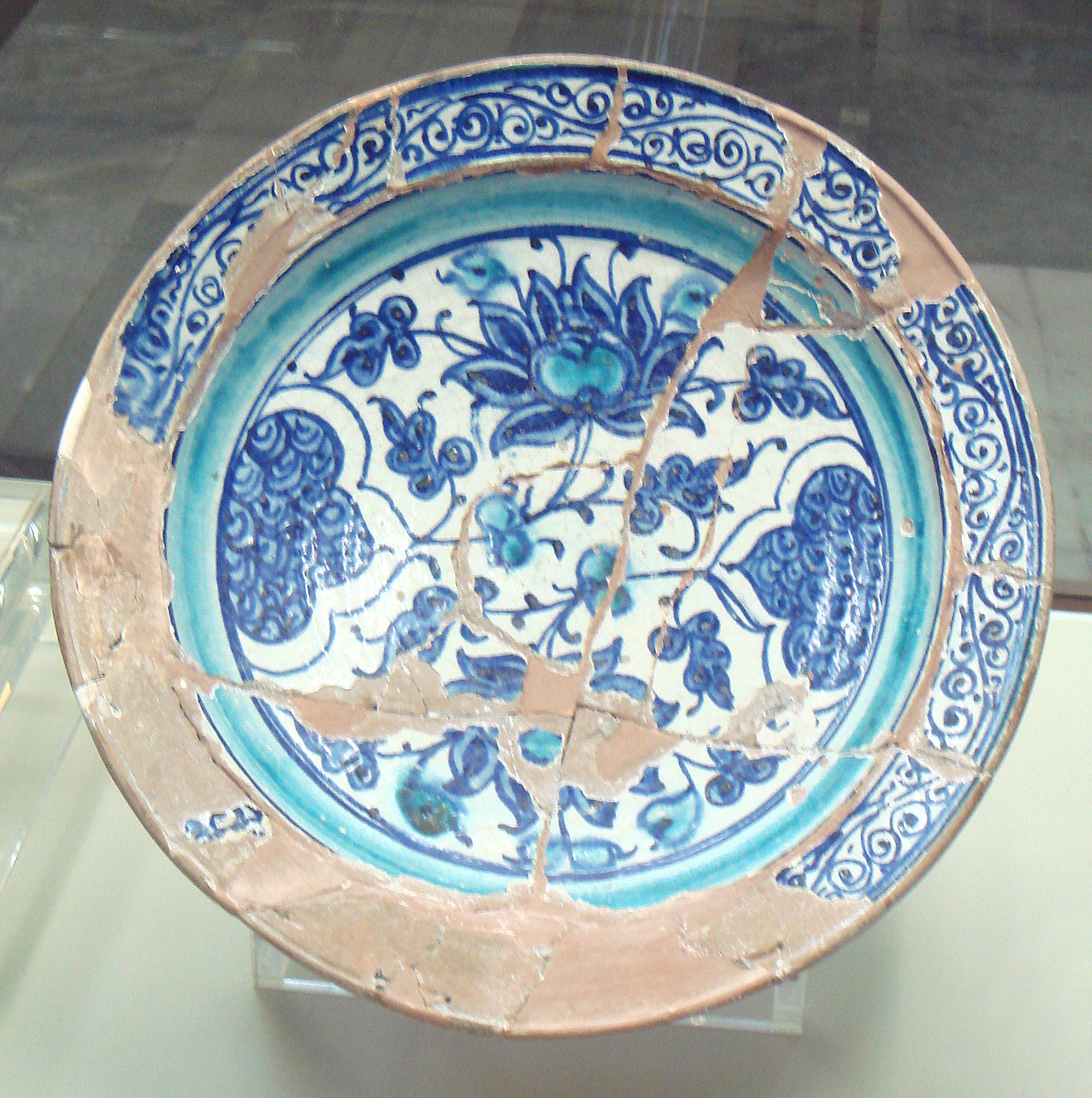
Miletus ware showing red clay base. Musei archeologici di Istanbul.